# Emil Schulz
Pour les articles homonymes, voir Schulz.
Emil Schulz est un boxeur allemand né le 25 mai 1938 et mort le 22 mars 2010 à Kaiserslautern.

## Carrière
Il participe aux Jeux olympiques d'été de 1964 dans la catégorie des poids moyens et y remporte la médaille d'argent.